# Воля-Ленчешицька
Воля-Ленчешицька (пол. Wola Łęczeszycka) — село в Польщі, у гміні Бельськ-Дужий Груєцького повіту Мазовецького воєводства.
Населення — 167 осіб (2011).
У 1975-1998 роках село належало до Радомського воєводства.

## Демографія
Демографічна структура станом на 31 березня 2011 року:
|          | Загалом | Допрацездатний вік | Працездатний вік | Постпрацездатний вік |
| -------- | ------- | ------------------ | ---------------- | -------------------- |
| Чоловіки | 72      | 18                 | 47               | 7                    |
| Жінки    | 95      | 23                 | 53               | 19                   |
| Разом    | 167     | 41                 | 100              | 26                   |